# (1407) Lindelöf
(1407) Lindelöf ist ein Asteroid des Hauptgürtels, der am 21. November 1936 von dem finnischen Astronomen Yrjö Väisälä in Turku entdeckt wurde.
Der Name des Asteroiden wurde zu Ehren des finnischen Mathematikers Ernst Leonard Lindelöf gewählt.